# (Miss)understood
(miss)understood é o sétimo álbum de estúdio da cantora japonesa Ayumi Hamasaki, lançado dia 1 de janeiro de 2006 pela gravadora Avex Trax . Hamasaki compôs todas as músicas do álbum, assim como em álbuns anteriores. (miss)understood marcou o início de novas direções musicais para Hamasaki: ela explorou novas influências, como funk e usuo coros gospel em algumas das canções, diferente de seus trabalhos anteriores. Esse foi o resultado de ter ouvido composições de Geo, do Sweetbox e pedir sua contribuição; subsequentemente, Hamasaki reescreveu as letras para se encaixarem em (miss)understood. Liricamente, o álbum se afastou de seu trabalho anterior, My Story, que foi primariamente autobiográfico.
Enquanto My Story continha "reflexões sobre seu passado", Hamasaki queria que as letras de (miss)understood enviassem mensagens de força para todas as mulheres - ser um tipo de "conversa de meninas" para dar "apoio moral", enquanto ao mesmo tempo lembrassem as mulheres de que haveria tempos em que elas se sentiriam fracas e tristes. Esses temas, junto com as influências funk do álbum, são mostrados em canções como "Bold & Delicious" e "Ladies Night".
"STEP You/is this LOVE?" foi lançado como o single principal de (miss)understood em 20 de abril de 2005. Foi um sucesso comercial, atingindo o número um no Japão e recebendo certificado platina, vendendo 345,340 cópias durante sua presença nas paradas. Foi a décima nona canção mais vendida no Japão em 2005, e o single mais vendido de Hamasaki naquele ano. O segundo single, "Fairyland", foi lançado em 3 de agosto, e estreou em terceiro lugar no Japão.Vendeu 170,000 cópias na primeira semana, a maior quantidade de um single do (miss)understood. Vendeu 316,663 cópias ao todo, recebendo certificado platina. O terceiro single, "Heaven", teve o mesmo sucesso: chegou ao número um, e recebeu certificado platina, vendendo por volta de 325,000 cópias. "Bold & Delicious/Pride" não foi tão bem sucedido. Apesar de chegar ao número um, foi o seu single menos vendido naquela época desde "Depend on You", de 1998, vendendo apenas 133,000 cópias.
(miss)understood foi sucesso comercial, estreando em primeiro lugar no Japão (seu oitavo disco consecutivo) com vendas na primeira semana de 653,830 cópias. Vendeu mais de 877,000 cópias durante sua permanência de 31 semanas nas paradas, recebendo certificado de um milhão e se tornando o oitavo álbum mais vendido de 2006. É, até hoje, seu último álbum a receber certificado de um milhão. De acordo com Avex, (miss)understood vendeu 1,030,000 cópias ao redor do mundo.

## Produção

### Antecedentes e temas
Em 2005, depois de ouvir as faixas demo da banda Sweetbox do álbum Addicted, Ayumi "se apaixonou" pelas canções e consequentemente, pediu ao compositor do Sweetbox, GEO, se poderia usar algumas das canções em seu álbum. GEO concordou e deu a Hamasaki permissão para usar "Bold & Delicious", "Pride", "Ladies Night", "In the Corner", "Every Step" e "Beautiful Girl". Então Hamasaki trabalhou reescrevendo as letras e reorganizando partes das canções.
Enquanto My Story, seu álbum anterior, continha maioritariamente letras "autobiográficas" e "reflexões sobre seu passado", (miss)understood era uma "mensagem forte para enviar a todas as mulheres": era um tipo de "conversa de meninas" para dar "apoio moral" enquanto ao mesmo tempo lembrar as mulheres de que haveria tempos em que se sentiriam "fracas e tristes". "Bold & Delicious" "repreendia homens indecisos", "Pride" expressava a apreciação de Hamasaki por "mulheres que não desistem fácil", e "Ladies Night" era sobre companheirismo feminino. Outros temas apareceram também: "is this LOVE?" e "Heaven" eram sobre amor e "fairyland" era sobre "memórias de infância".

### Composição
(miss)understood é mais musicalmente diverso do que My Story; Hamasaki incorporou uma variedade de estilos musicais, incluindo rock, dance-pop e funk. O álbum abre com "Bold & Delicious", uma faixa dançante com inspirações no funk que utiliza um coral gospel na harmonia. A canção usa guitarras do funk. "Pride" é uma balada que "soa como se pudesse der de um musical"; os arranjos das duas canções foram influenciados pela viagem de Hamasaki a Nova Iorque para gravar as canções e filmar seus respectivos clipes. Um órgão que Hamasaki ouviu enquanto visitava uma igreja a inspirou a incluir o coral gospel em "Bold & Delicious", enquanto o musical O Fantasma da Ópera influenciou os arranjos de "Pride". "Criminal", "STEP You", "Alterna", e a titular "(miss)understood" são todas músicas de rock com guitarras proeminentes, enquanto "Heaven" é uma balada "etérea" com piano. Assim como "Bold & Delicious", outras canções compostas por GEO foram rearranjadas; violinos foram adicionados na ponte de "Rainy Day", e um coro foi adicionado ao refrão de "Beautiful Day".

## Faixas
Todas as letras escritas por Ayumi Hamasaki. 
| CD             |                                          |                                    |                 |         |  |
| N.º            | Título                                   | Música                             | Arreglistas(s)  | Duração |  |
| 1.             | "Bold & Delicious" (Brava & Deliciosa)   | GEO of SWEETBOX                    | CMJK            | 4:43    |  |
| 2.             | "Step You" (PASSO você)                  | Kazuhiro Hara                      | CMJK            | 4:28    |  |
| 3.             | "Ladies Night" (Noite das Damas)         | GEO of SWEETBOX                    | CMJK            | 4:32    |  |
| 4.             | "Is this Love?" (isso é AMOR?)           | Miki Watanabe                      | HΛL             | 4:53    |  |
| 5.             | "(Miss)understood" (mal)entendide)       | Tetsuya Yukumi                     | tasuku          | 4:04    |  |
| 6.             | "Alterna"                                | Shintaro Hagiwara & Sousaku Sasaki | CMJK            | 5:30    |  |
| 7.             | "In the Corner" (Na Esquina)             | GEO of SWEETBOX                    | tasuku          | 3:24    |  |
| 8.             | "Tasking" (atarefando)                   | tasuku                             | tasuku          | 1:28    |  |
| 9.             | "Criminal" (criminose)                   | Kazuhiro Hara                      | Kazuhiro Hara   | 5:13    |  |
| 10.            | "Pride" (Orgulho)                        | GEO of SWEETBOX                    | CMJK            | 4:10    |  |
| 11.            | "Will" (Desejo)                          | CREA & D･A･I                       | tasuku          | 4:09    |  |
| 12.            | "Heaven" (PARAÍSO)                       | Kazuhito Kikuchi                   | Yuta Nakano+KZB | 4:21    |  |
| 13.            | "Are You Wake Up?" (Você Está Acordade?) | CMJK                               | CMJK            | 2:07    |  |
| 14.            | "Fairyland" (mundo das fadas)            | tasuku                             | HΛL             | 5:19    |  |
| 15.            | "Beautiful Day" (Lindo Dia)              | GEO of SWEETBOX                    | tasuku          | 4:36    |  |
| 16.            | "Rainy Day" (dia chuvoso)                | GEO of SWEETBOX                    | Yuta Nakano     | 4:02    |  |
| Duração total: | Duração total:                           | Duração total:                     | Duração total:  | 66:59   |  |

| DVD |                                              |         |  |
| N.º | Título                                       | Duração |  |
| 1.  | "Step You" (Vídeo Clip)                      | 4:52    |  |
| 2.  | "Is this Love?" (Vídeo Clip)                 | 4:55    |  |
| 3.  | "Fairyland" (Vídeo Clip)                     | 5:30    |  |
| 4.  | "Alterna" (Vídeo Clip)                       | 5:42    |  |
| 5.  | "Heaven" (Vídeo Clip)                        | 4:31    |  |
| 6.  | "Bold & Delicious" (Vídeo Clip)              | 5:09    |  |
| 7.  | "Pride" (Vídeo Clip)                         | 4:32    |  |
| 8.  | "Rainy Day" (Vídeo Clip)                     | 4:14    |  |
| 9.  | "Ladies Night" (Vídeo Clip)                  | 4:31    |  |
| 10. | "Bold & Delicious -SIDE STORY-" (album ver.) | 4:48    |  |
| 11. | "Step You" (Making-of)                       | 4:22    |  |
| 12. | "Is this Love?" (Making-of)                  | 5:03    |  |
| 13. | "Fairyland" (Making-of)                      | 5:19    |  |
| 14. | "Alterna" (Making-of)                        |         |  |
| 15. | "Heaven" (Making-of)                         |         |  |
| 16. | "Pride" (Making-of)                          | 4:38    |  |